# Oleksandrivka, Nikopol
Oleksandrivka (în ucraineană Олександрівка) este un sat în comuna Kirove din raionul Nikopol, regiunea Dnipropetrovsk, Ucraina.

## Demografie
Componența lingvistică a localității Oleksandrivka
     Ucraineană (94,12%)
     Rusă (5,88%)
Conform recensământului din 2001, majoritatea populației localității Oleksandrivka era vorbitoare de ucraineană (94,12%), existând în minoritate și vorbitori de rusă (5,88%).